# Киберформанс
Киберформанс — театрализованное мероприятие, в котором участники могут работать вместе в режиме реального времени удаленно через интернет, используя чат или специализированное многопользовательское программное обеспечение (например, UpStage, Visitors Studio, Waterwheel Tap, MOO и другие платформы). Киберформанс также называют онлайн-перформансом, сетевым перфомансом, телематическим перформансом и цифровым театром; пока нет единого мнения о том, какой термин следует использовать, но киберформанс имеет преимущество как самый компактный. Например, пользователи платформы UpStage обычно используют его для обозначения особого вида перформанса, который происходит в кибер-художественной среде.
Киберформанс может быть создан и исполнен полностью онлайн для онлайн-аудитории, которая участвует через подключенные к интернету в любой точке мира, или может быть представлен ближайшей аудитории (например, в традиционном театре или галерее) с некоторыми или всеми исполнителями, появляющимися посредством интернета; или это может быть гибрид двух подходов как с удаленной, так и с оффлайн аудиторией и / или исполнителями.

## История и контекст
Термин «киберформанс» (от слов «киберпространство» и «перформанс») был придуман сетевым художником и куратором Хелен Варли Джеймисон. Она заявляет, что изобретение этого термина в 2000 году «возникло из-за необходимости найти слово, избегающее поляризации виртуального и реального, и необходимости нового термина (вместо» онлайн-перформанса" или "виртуального театра «) для нового жанра». Джеймисон начинает отсчет истории киберформанса с работы «Satellite Arts Project» 1977 года, когда пионеры интерактивного искусства Кит Галлоуэй и Шерри Рабинович использовали микширование видеозаписей, чтобы создать то, что они назвали «пространством перформанса без географических границ».
Онлайн-перформансы или виртуальный театр проходили во множестве виртуальных сред, включая многопользовательские виртуальные пространства, известные как MUD и MOO в 1970-х годах; пространства интернет-чатов (например, Internet Relay Chat или IRC) в 1980-х годах; графический чат The Palace в 1990-х годах; а в 2000-х — UpStage, Visitors Studio, Second Life, Waterwheel Tap и другие платформы. Известные группы и проекты по киберформансу на данный момент включают в себя:
- The Hamnet Players. Основанная Стюартом Харрисом, эта группа делала перфомансы в IRC; их самый ранний перфоманс — «Hamnet» в 1993 году.[5]

- The Plaintext Players. Основанная Антуанеттой ЛаФарж, эта группа делает перформансы в MOO и в пространствах смешанной реальности; их самый первый перформанс — «Рождество» в 1994 году.[6]

- «ParkBench». Создан Ниной Собелл и Эмили Харцель в 1994 году, включал совместный перформанс и пространство для рисования с использованием живого видео и интерфейса веб-браузера.[7]
- Desktop Theater. Основанная Адриеной Дженик и Лизой Бреннейс, эта группа делала перформансы в The Palace; Пример их работы — «waitforgodot.com», 1997.[8]
- Avatar Body Collision.[9] Созданный Хелен Варли Джеймисон, Карлой Птачек, Вики Смит и Линой Сааринен в 2002 году, этот онлайн-коллектив использует UpStage, программное обеспечение, специально предназначенное для киберформансов при помощи государственного гранта Новой Зеландии.[10]
- aether9. Совместный арт-проект, исследующий область передачи видео в реальном времени, начатый в 2007 году художниками из Европы, Северной и Южной Америки.[11]
- Avatar Orchestra Metaverse (AOM). Создан в виртуальной онлайн-среде Second Life (SL), изучает интерактивные возможности аватаров.[12]
- Second Front. Новаторская группа перформанса в основанном на аватарах виртуальном мире Second Life.[13]
- Low Lives. Международный фестиваль перформанса, транслируемый через Интернет и показанный в режиме реального времени на нескольких площадках по всему миру.[14]

## Будущее киберформанса
Киберформанс отличается от цифрового перформанса, который относится к цифровой реальности как к медиа, без задействования значительного сетевого элемента. В некоторых случаях киберформанс может считаться частью сетевого искусства; тем не менее, многие художники киберформанса используют в своей работе то, что называют «смешанной реальностью» или «смешанным пространством», связывая физическое, виртуальное и киберпространство различными способами. Интернет часто является предметом и источником вдохновения в работах, а также центральной технологией, благодаря они возможны .
Участники киберформанса часто работают с двойственными идентичностями, предоставляемыми аватарами, используя разрыв между персоной онлайн и офлайн. Они также могут воспользоваться легкостью переключения между аватарами, недоступной для офлайн актёров. Однако киберформанс имеет свои уникальные проблемы, в том числе нестабильность технологии и прерывания «на реальную жизнь».